# نورگرایی

نحوه توزیع ماده‌ای به نام اکسین که در سمت تاریک‌تر گیاه تجمع می‌کند نورگرایی گیاه را تنظیم می‌کند.

در زیست‌شناسی، نورگرایی یا فوتوتروپیسم (به فرانسوی: phototropism) به حرکت یا رشد یک ارگانیسم در واکنش به نور را گویند. نورگرایی رشد ناشی از اثر نابرابر شدت روشنایی در اطراف یک اندام است که سبب خم شدن آن به طرف نور یا در جهت خلاف تابش آن می‌شود. نورگرایی بیشتر در گیاهان دیده می‌شود اما در ارگانیسم‌هایی چون قارچ‌ها هم مشاهده شده است. حرکت یا رشد به سوی منبع نور، نورگرایی مثبت و حرکت یا رشد به دور از آن، نورگرایی منفی نامیده می‌شود. نورگرایی مثبت باعث رشد گیاهان به سمت بالا است.

## سازوکار نورگرایی
علت خمیدگی ساقه‌پوش گیاه بر اثر تابش نور، عدم تساوی رشد در دو پهلوی آن است. ماده برانگیزاننده نورگرایی یکی از هورمون‌های گیاهی به نام اُکسین است که در نوک ساقه‌پوش به‌جود می‌آید و اثر آن بر رشد در قسمت‌های پایین‌تر آشکار می‌شود.
اکسین‌ها تمایل دارند تا در سمت تاریک ساقه تجمع پیدا کنند. اکسین‌ها با فعال کردن پمپ‌های پروتونی در سمت تاریک ساقه سبب خروج پروتون از سلول می‌شوند. این پروتون‌ها با اتصال به مولکول سلولز موجود در دیواره سلولی سبب سست شدن پیوندهای آن می‌شوند. از سوی دیگر پروتون‌ها آنزیم‌هایی به نام «اکسپانزین» را فعال می‌کندن که روند گسستن پیوندهای هیدروژنی سلولز دیواره سلولی را تسهیل می‌کنند. بدین ترتیب سلول‌های سمت تاریک ساقه نرم شده و کشیده می‌شوند که این کشش باعث خم شدن ساقه به سمت نور می‌شود.